# 东家人
東家族是中華人民共和國境內的一個未識別民族（暫劃分成畬族），东家族主要分布在贵州，自称为“嘎孟”，“嘎”是词冠头，无意义，“孟”是人之意。东家是当地汉人对他們的称呼，即自“东边”来的人，麻江县绕家人（未識別民族，暫認定為瑤族）称其“东家”与“嘎朵”，附近苗语中部方言的苗族称其为“嘎斗，和东家人语言相近的革家人（未識別民族）称其为“嘎孟夏”，意为住在上方的东家。

## 历史
东家人史称东苗和鸭崽（子）苗。东苗一词最早于明洪武十三年（1379年）以东苗乱见载史册，明英宗天顺二年（1487年）东苗爆发了大规模的反叛，其声势之浩大，人数之众多，使英宗大为震惊，不得不“命方瑛与巡抚白圭合川湖云贵军讨之”（《明史白圭传》）。因此“东苗”的存在似应早于明朝以前。又因“东家”人善于养鸭，汉族及史载又称之为鸭崽苗或鸭子苗。

## 分布和人口
東家人分布在貴州省贵阳以东、以北、以南部分地区，涉及贵阳、开阳、修文、长顺、贵定、龙里、都匀、平越（福泉）、荔波、麻江、镇远、施秉、凯里等十多个县。現有五萬多人。

## 文化

### 習俗
- 吃泼汤

吃泼汤習俗是每年从农历腊月十五至二十五之间，至此东家人家家户户杀年猪，请亲朋好友到家来欢聚，吃新鲜肉，叫吃泼汤。猪是自家餵的，在选好吃泼汤的日子后，通知亲朋好友聚来，全家喜气洋洋，十分热闹。过去杀年猪吃泼汤，选择的日子为单日（即十五、十七、十九等），不选择双日（即十六、十八、二十等），意为“杀单不杀双”，不能斩尽杀绝，蕴含朴素的道理。
- 七月半蒸鱼

每年节日“七月半”（农历七月十三），东家人家家户户都要到田里去捉魚来煎好，然后蒸成香喷喷的蒸鱼来祭神、祭鬼、祭祖和自家享用。

### 服飾
东家妇女能工巧织，有种棉花、自纺自织自染的习惯。据清康熙年间《贵州通志》载：“东苗……男髻，着短衣，色尚且兰，首以花布条束发。妇着花掌，无袖，惟遮复前后”。民国《贵州通志》记载：“男子衣用青白花布，领缘以土棉。妇人盘髻，贯以长簪，衣用土棉，无襟，当幅中孔，以首纳而服之……”。到了近代《都匀县志稿》云：“东苗……服饰类汉族，惟女皆青色带，着青色裤，项戴银环，不着裙”。
- 男性

東家人男性通常穿着自制的青、兰土布，长衫长袖并腰扎青布腰带，或着短汗衫，布纽扣，下穿大裆便裤，从裤以带内往外，下吊一个用来装烟或打猎时装铁沙盒子的蜡盒。平时男女赤脚或穿自用草编的草鞋，逢年过节或走亲串寨，穿上自作绣花船型、鞋尖猫鼻型布鞋。
- 女性

東家人女性通常穿著自绣无领花排肩长袖父母装，袖口绣有五至六寸一圈花边，衣长过臀部，腰拴一张绣花围腰，用银链制作腰带，下穿粗料青布裤子，並佩带银饰手镯、项链、耳环。
然而在頭式方面中年妇女和姑娘各有不同，已婚者把头发笼向后侧挽成髻团，并用马尾等作成网子如拳头大小笼于发团插上别插，包上藏青色长六尺，宽一尺，白底蜡染兰花，两端镶各以红绿两道边，下垂红色缨须长约尺许的还蜡花头帕。有的已婚妇女挽髻，将包头正中的碗底团花盖于头顶，由左右两边分别缠绕，缨须朝后张开，俨然如凤展翅。而姑娘头部用一根有色头绳扎实捆后侧头发，并梳成独辫；中老年妇女、姑娘脚腿自包蜡花白裹腿。

## 和其他民族關係

### 畲族與東家人
目前中华人民共和国政府把东家人识别成畲族，但有许多民族学者提出异议。

### 革家人與東家人
廈門大學民族研究所通过对以六堡村为中心的东家人的历史来源、迁徙、婚丧嫁娶、生命礼仪、民间信仰、建筑、服饰等方面的考察，考察的結果是，就社会历史文化而言，东家人既不同于周边的其他少数民族如苗族、瑶族、仫佬族等，也不同于闽、粤、赣、浙、皖等省的畲族，而是有其自身的特点。它与贵州省内目前还作为待识别民族存在的革家人在社会文化方面具有较多的相似性。